# Lepidurus packardi
Lepidurus packardi är en kräftdjursart som beskrevs av Simon 1886. Lepidurus packardi ingår i släktet Lepidurus och familjen Triopsidae. IUCN kategoriserar arten globalt som starkt hotad. Inga underarter finns listade i Catalogue of Life.

## Bildgalleri

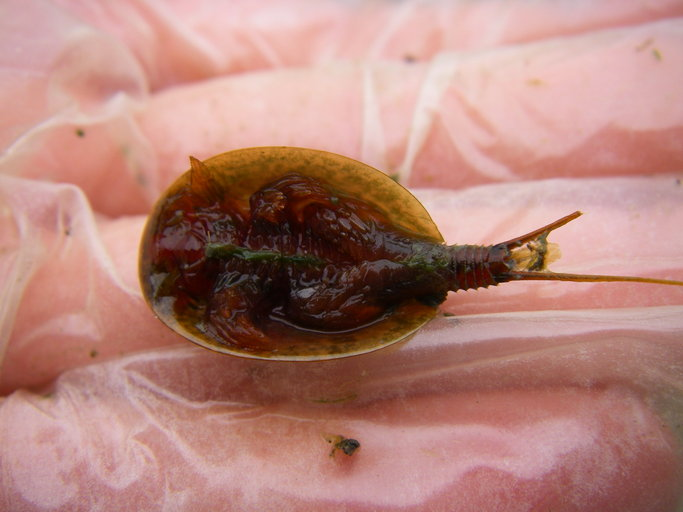